# Spaniens regeringspræsidenter
Spaniens regeringspræsident (spansk: Presidente del Gobierno = Regeringens præsident/formand) er leder af den spanske regering. Regeringspræsidenten vælges af Deputerkammeret (el. Nationalforsamlingen), som er underhuset i Spaniens parlament (Cortes Generales). Formelt udnævnes regeringslederen af kongen efter indstilling fra Deputerkammeret.
Posten blev i sin nuværende form indført i forbindelse med indførelse af den demokratiske grundlov i 1978.

## Spanske rige (1705-1873)
...
- Floridablanca (1777-92)

...
- Manuel de Godoy (1792-98)

...
- Ramón María Narváez (1844-46, 46, 47-49, 49-50, 56-57, 64-65, 66-68)

...
- Leopoldo O'Donnell y Jorris (1856, 56-63, 65-66)

...

## Første spanske republik (1873-74)
...

## Spanske rige (1874-1931)
...
- Antonio Cánovas del Castillo (1874-75, 75-79, 79-81, 84-85, 90-92, 95-97)

...
- Miguel Primo de Rivera (1923-30)

...

## Spanske borgerkrig (1936-39)
...

## Franco-regeringen (1939-75)
- Francisco Franco (1938-73)
- Luis Carrero Blanco (1973)
- Torcuato Fernández-Miranda (1973)
- Carlos Arias Navarro (1973-76)

## Spanien efter Franco (1975 – )
- Fernando de Santiago y Díaz (1976)

| Navn                                                         | Billede | Tiltrådt          | Fratrådt                                    | Parti                                                                         |
| ------------------------------------------------------------ | ------- | ----------------- | ------------------------------------------- | ----------------------------------------------------------------------------- |
| Adolfo Suárez González                                       |         | 15. juli 1976     | 29. januar 1981                             | Unión de Centro Democrático (UDC)                                             |
| Leopoldo Calvo-Sotelo                                        |         | 29. januar 1981   | 2. december 1982                            | Unión de Centro Democrático (UDC)                                             |
| Felipe González Márquez 4 perioder: 1982, 1986, 1989 og 1993 |         | 2. december 1982  | 5. maj 1996                                 | Partido Socialista Obrero Español (PSOE) Spaniens Socialistiske Arbejderparti |
| José María Aznar López 2 perioder: 1996 og 2000              |         | 5. maj 1996       | 17. april 2004                              | Partido Popular (PP)                                                          |
| José Luis Rodríguez Zapatero 2 perioder: 2004 og 2008        |         | 17. april 2004    | 21. december 2011                           | Partido Socialista Obrero Español (PSOE) Spaniens Socialistiske Arbejderparti |
| Mariano Rajoy Brey                                           |         | 21. december 2011 | aktuelt fungerende valgperiode udløber 2015 | Partido Popular (PP)                                                          |
| Pedro Sánchez                                                |         | 2. juni 2018      | -                                           | Partido Socialista Obrero Español (PSOE)                                      |